# 三原純 (サッカー審判員)
三原 純（みはら じゅん、英:MIHARA Jun、1981年6月16日 - ）は、島根県松江市出身 のサッカー審判員（国際副審）。副審を担当している。

## 来歴
島根県立松江東高等学校在学中に友人に誘われてサッカーを始め、大学時代には同好会に所属し、審判も経験。進路に悩んだ末に帰郷し、大学を中退して松江市役所に就職して4級審判資格を取得。その後市役所に勤めながら審判の資格を取得し、2010年には地域審判トレーニングセンターからの推薦で日本サッカー協会 (JFA) の審判養成学校であるJFAレフェリーカレッジに7期生として入学。卒業時の2011年12月に1級審判員の資格を取得し、翌年から日本プロサッカーリーグ（Jリーグ）の副審として活動している。
2017年に国際副審としてFIFAに登録された。2017年2月にシンガポールで行われたAFCカップ2017 に派遣されたのが初めての国際試合である。
2023年にはFIFA U-20ワールドカップの担当審判員に荒木友輔、聳城巧とともに選出。グループステージで2試合副審を務めたほかラウンド16では第5審を担当した。

## 決勝担当
| 開催年月日     | 大会                                       | 対戦カード         | 対戦カード         | 結果        | 会場                     | 担当  |
| -------------- | ------------------------------------------ | ------------------ | ------------------ | ----------- | ------------------------ | ----- |
| 2015年1月12日  | 第94回全国高等学校サッカー選手権大会       | 前橋育英           | 星稜               | 2-4         | 埼玉スタジアム2002       | 副審  |
| 2016年10月15日 | 2016 JリーグYBCルヴァンカップ              | ガンバ大阪         | 浦和レッズ         | 1-1 (PK4-5) | 埼玉スタジアム2002       | 第4審 |
| 2018年10月27日 | 2018 JリーグYBCルヴァンカップ              | 湘南ベルマーレ     | 横浜F・マリノス    | 1-0         | 埼玉スタジアム2002       | 第4審 |
| 2018年12月8日  | 2018 J1参入プレーオフ                      | ジュビロ磐田       | 東京ヴェルディ     | 2-0         | ヤマハスタジアム         | 副審  |
| 2020年1月1日   | 天皇杯 JFA 第99回全日本サッカー選手権大会  | ヴィッセル神戸     | 鹿島アントラーズ   | 2-0         | 国立競技場               | 副審  |
| 2021年12月18日 | 2021 FIFAアラブカップ                      | チュニジア代表     | アルジェリア代表   | 0-2         | アル・バイト・スタジアム | AVAR  |
| 2022年10月16日 | 天皇杯JFA第102回全日本サッカー選手権大会   | ヴァンフォーレ甲府 | サンフレッチェ広島 | 1-1 (PK5-4) | 日産スタジアム           | 副審  |
| 2022年10月22日 | 2022 JリーグYBCルヴァンカップ              | セレッソ大阪       | サンフレッチェ広島 | 1-2         | 国立競技場               | AVAR  |
| 2023年12月9日  | 天皇杯 JFA 第103回全日本サッカー選手権大会 | 川崎フロンターレ   | 柏レイソル         | 0-0 (PK8-7) | 国立競技場               | 副審  |